# Kłopot
Kłopot, německy Kloppitz a česky doslovně přeloženo jako „potíž“ či „problém“, je vesnice ve gmině Cybinka v okrese Słubice v Lubušském vojvodství v západním Polsku. Nachází se také na pravém břehu řeky Odra u německo-polské státní hranice a v mezoregionu Dolina Środkowej Odry. Téměř celá vesnice je na území krajinného parku Krzesiński Park Krajobrazowy. Je sídlem sołectwa.

## Historie
První písemná zmínka o obci pochází z roku 1350 v listině markraběte Ludvíka V. Bavorského (1315–1361). Ve 2. polovině 20. století byl zbořen místní palác, který se nacházel v jižní části vesnice. Po druhé světové válce se Kłopot stal součástí Polska a německé obyvatelstvo bylo vystěhováno. Byli sem přesídleni Poláci z bývalých polských východních území zabraných Sovětským Svazem. V letech 1975–1998 byl Kłopot administrativně součástí Zelenohorského vojvodství (Województwo Zielonogórskie).

### Most Fürstenberger Oderbrücke
Na německé straně, tj. na opačném břehu řeky Odry, se nachází braniborské lužické město Eisenhüttenstadt, s nímž měl Kłopot (tehdejší Kloppitz) spojení pomocí 600 m dlouhého železobetonového mostu Fürstenberger Oderbrücke (dnešní Ruiny mostu w Kłopocie). Tento most, přes který se vybíralo mýtné, byl slavnostně otevřen dne 12. září 1919. Ke konci druhé světové války, v průběhu Viselsko-oderské operace, byl most dne 4. února 1945 Wehrmachtem vyhozen do povětří. Zbytky mostu byly odstraněny na německé straně, ale na polské straně se dochovaly jako turistická atrakce a plánuje se jejich památková ochrana.

## Popis
Díky hojnému výskytu čápu bílých (Ciconia ciconia), kteří jsou místní „turistickou atrakcí“, bývá Kłopot lidově nazýván „Bocianią Wioską” (Čápí Víska) nebo „Bocianowem” (Čápovem). Z tohoto důvodu je zde zřízeno Muzeum Bociana Białego (Muzeum čápa bílého). Centrum Kłopot se nachází cca 1,2 km od řeky Odry. Nejbližším sídlem je vesnice Rąpice.

## Další informace
Přes Kłopot vede dálková cyklistická trasa Szlak Zielona Odra podél řeky Odry.

## Galerie

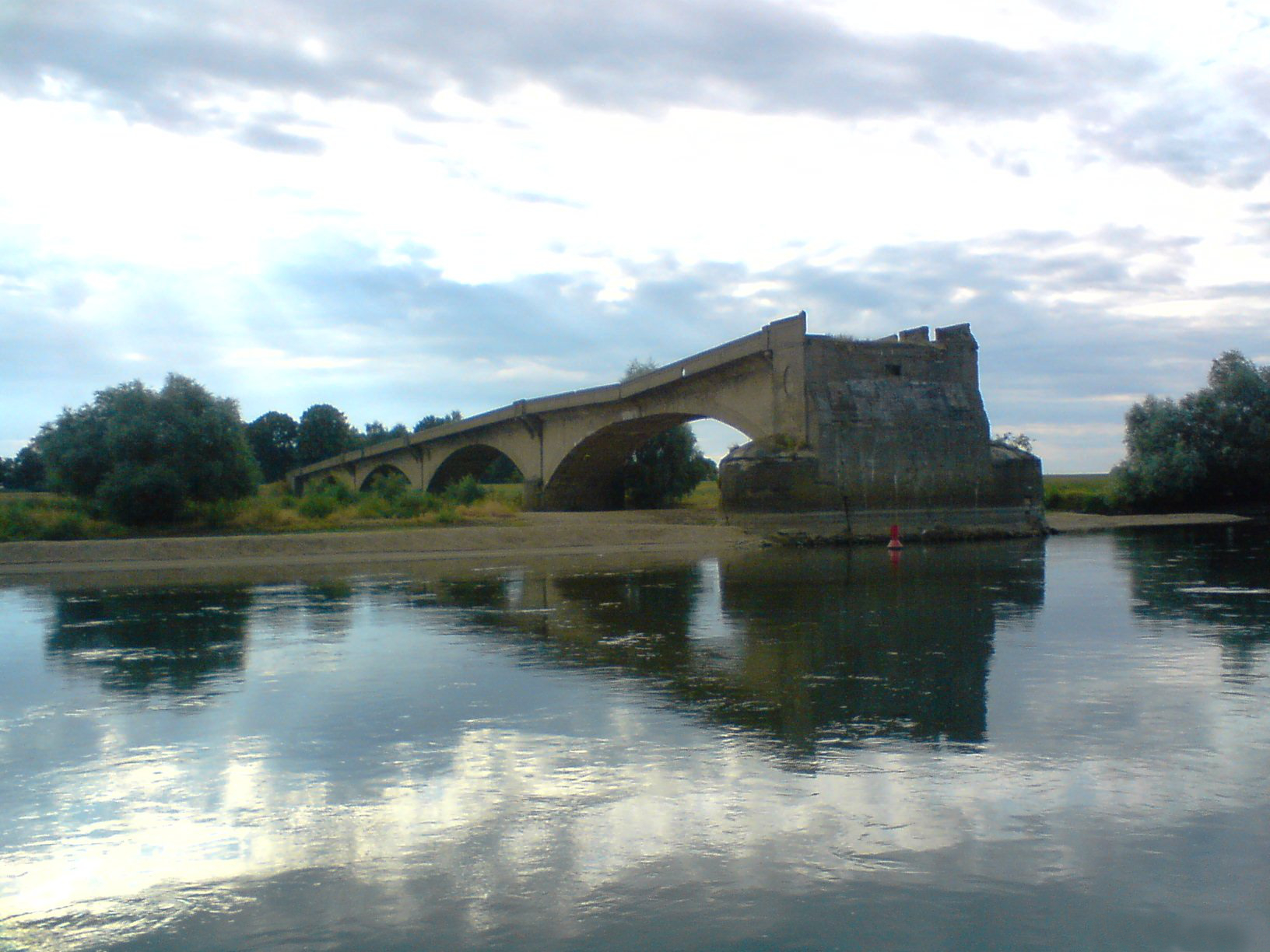
Ruiny mostu w Kłopocie - bývalý Fürstenberger Oderbrücke
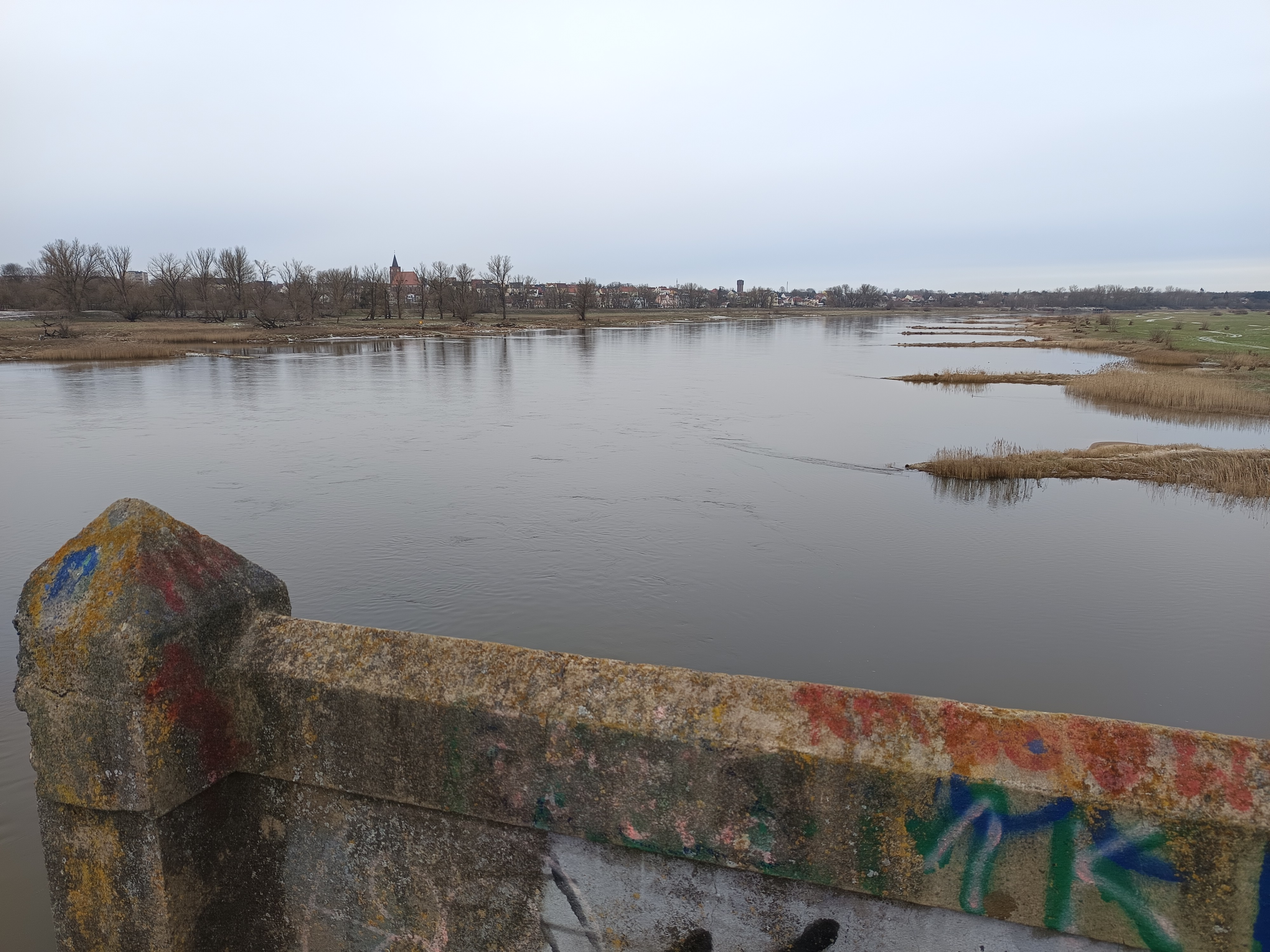
Ruiny mostu w Kłopocie - bývalý Fürstenberger Oderbrücke
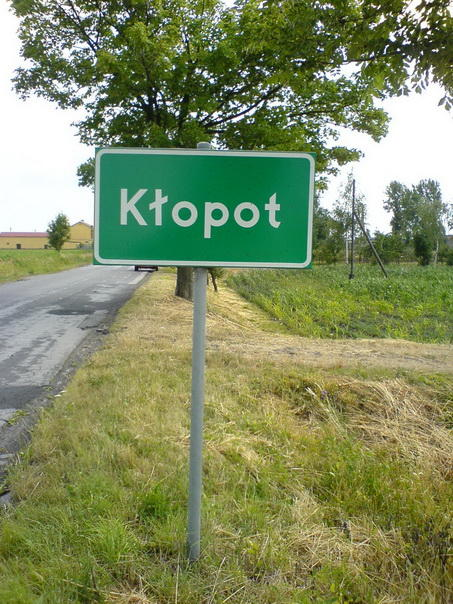
Vjezd do Kłopot
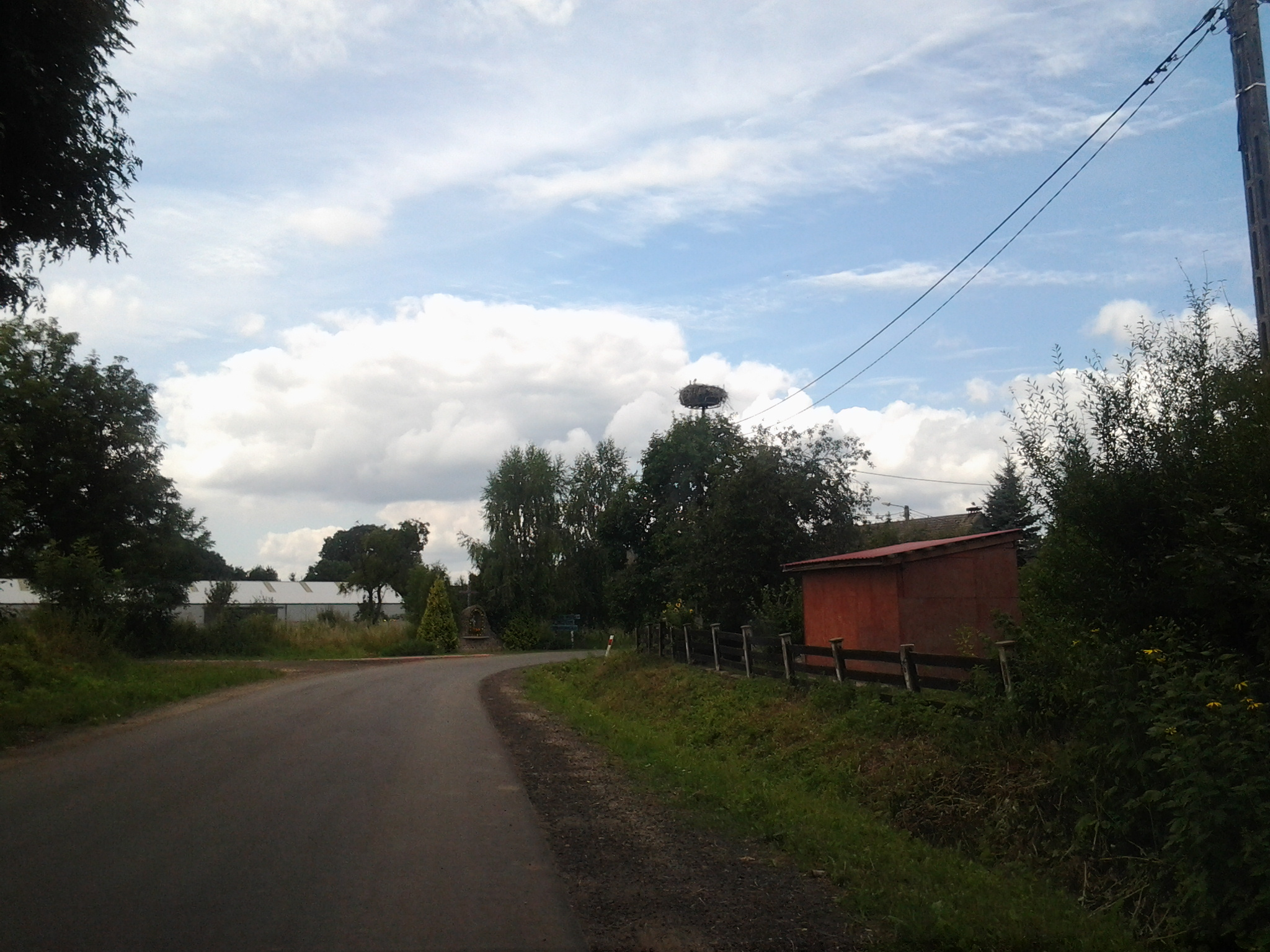
Typický pohled - čápí hnízdo
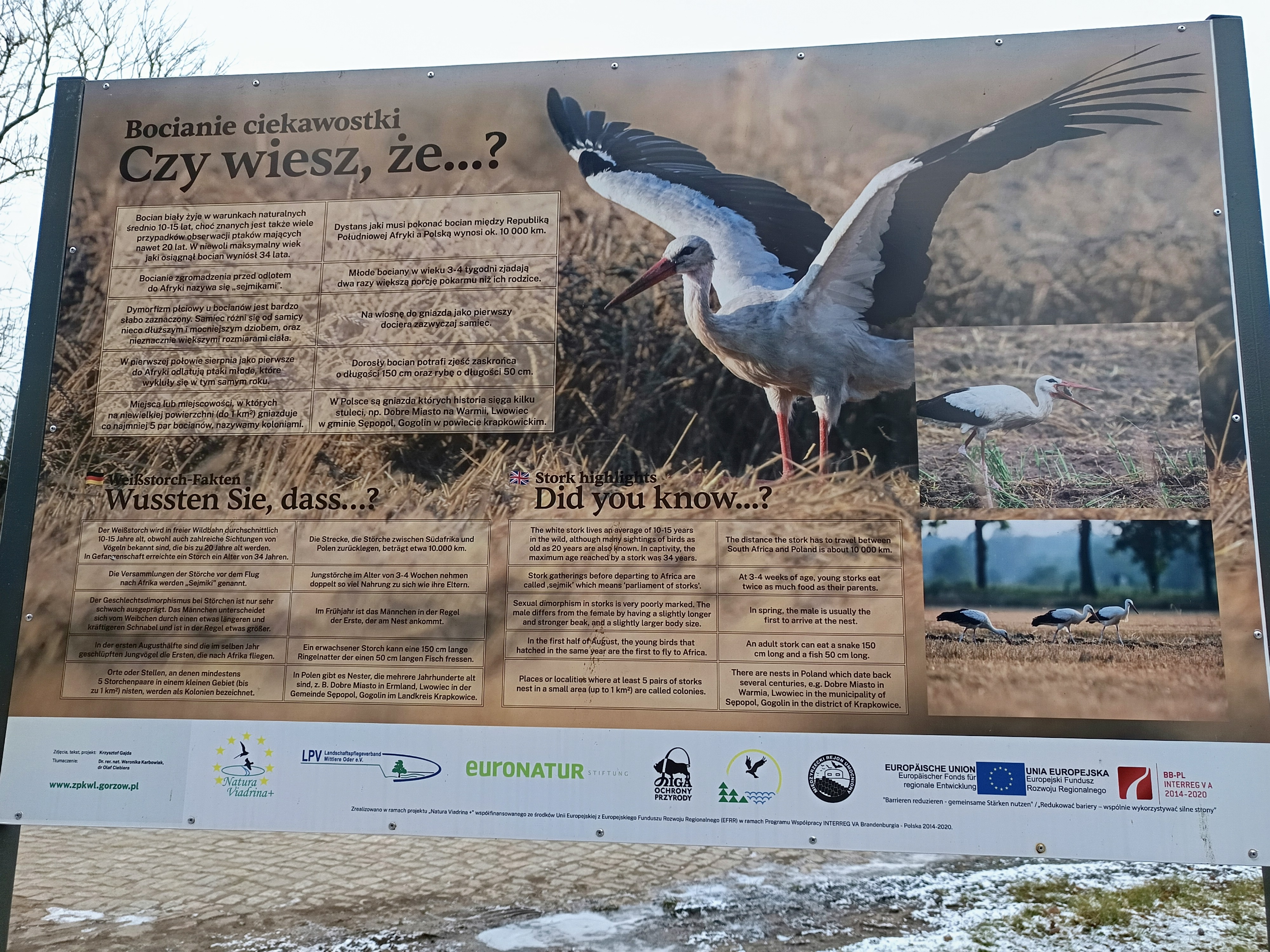
Informační panel ve vesnici
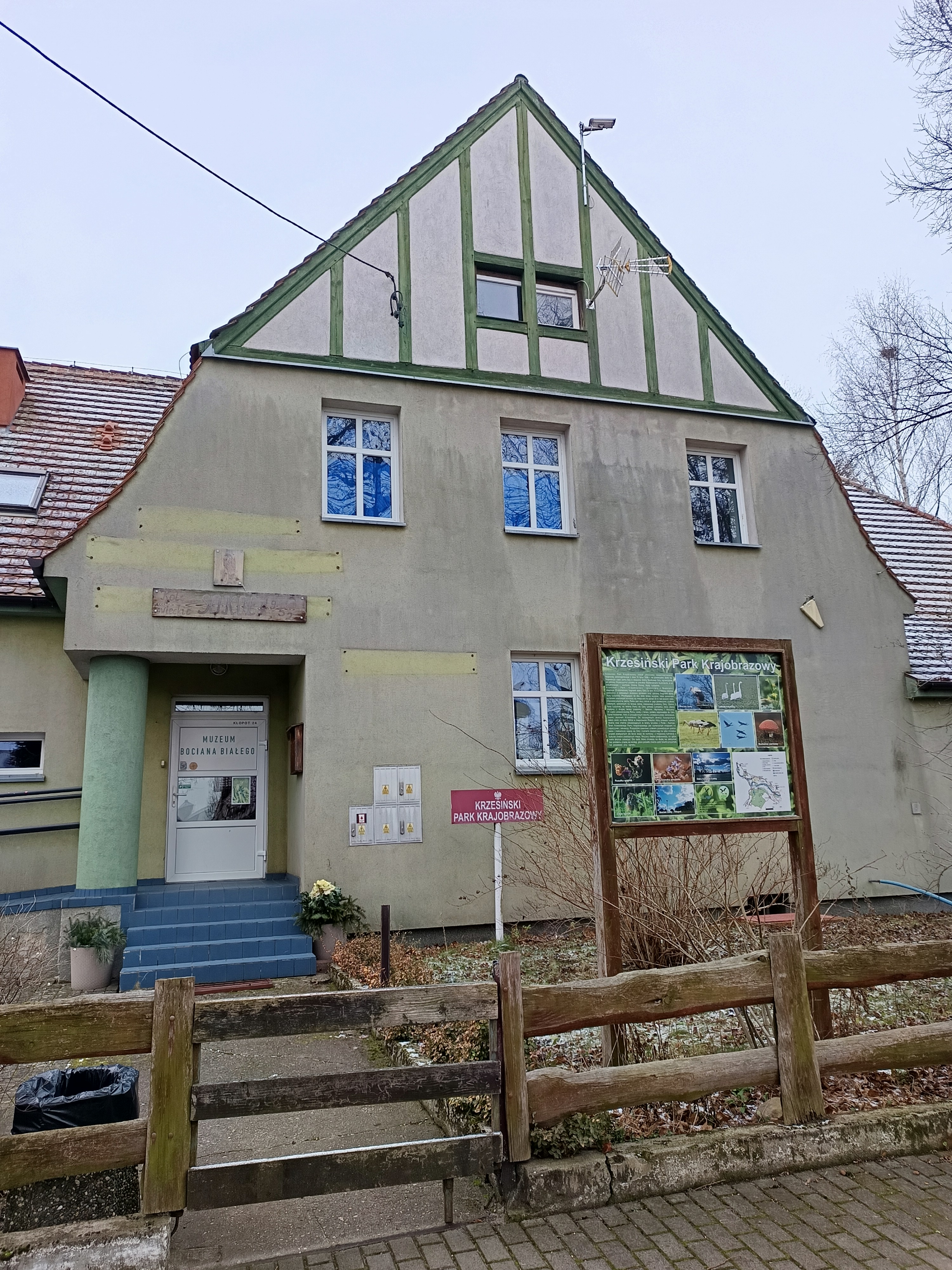
Muzeum Bociana Białego (Muzeum čápa bílého)